# Odd Future
Odd Future, также известный как OFWGKTA или Odd Future Wolf Gang Kill Them All, — американский хип-хоп-коллектив, образованный в Лос-Анджелесе в 2007 году. Он был образован Tyler, The Creator и включает в себя таких рэперов, как Hodgy Beats, Earl Sweatshirt, Domo Genesis, Mike G, Фрэнк Оушен, Jasper Dolphin, Taco; продюсеров Left Brain, Syd Tha Kyd, Matt Martians.
В мае 2011, их возрастной промежуток составлял от 17 до 24 лет. Внутри данного коллектива существуют 5 отдельных групп: MellowHype, MellowHigh, The Jet Age of Tomorrow, EarlWolf и The Internet. MellowHype состоит из Hodgy Beats и Left Brain; MellowHigh из Hodgy Beats, Domo Genesis и Left Brain; The Jet Age of Tomorrow из продюсеров Matt Martians и Hal Williams; EarlWolf включает в себя основателя всей группы Tyler, the Creator и Earl Sweatshirt; The Internet состоит из Syd Tha Kyd и Matt Martians.

## Карьера
На сегодняшний момент OFWGKTA выпустили четыре микстейпа и восемь студийных альбомов, их можно купить на официальном сайте. С момента выхода своего дебютного альбома, Earl Sweatshirt никогда не появлялся с группой по непонятным причинам. Но вскоре было сообщено, что Эрл находится в школе для трудных детей в Самоа. MellowHype в настоящее время собираются переиздать свой альбом BlackenedWhite на лейбле Fat Possum Records. Тайлер также подписал контракт на один альбом с XL Recordings. Альбом Tyler’a Goblin был выпущен 10 мая 2011.
В настоящее время, своей музыкой, они собрали многочисленных поклонников в США. О них постоянно пишут в блогах и журналах. И хоть многие пишут, что эта группа выступает в жанре Хорроркор, они каждый раз опровергают это в Твиттере, в интервью, и в таких треках как «Sandwitches».
Большая часть их песен была записана в доме Syd Tha Kyd который известен как «Ловушка»
Последний альбом «The OF Tape, Vol.2» стал самым ожидаемым из весенних релизов 2012 года благодаря скандальной известности участников группы. Это часовой диск, полностью соответствующий предыдущим работам Odd Future: насилие, секс, ненависть, но при этом с изрядной долей юмора и самоиронии.
В 2015 году стали появляться слухи о распаде группы. Сначала Tyler, the Creator заявил, что их пути с Earl Sweatshirt расходятся, а затем стало известно, что Earl вообще ушел с лейбла Odd Future. Очередная порция слухов в интернете появилась после того, как стало известно, что на новом альбоме лидера группы Tyler`а, the Creator`а «Cherry Bomb» не будет ни одного другого представителя OFWGKTA в качестве гостя. В мае 2015 года Tyler, the Creator в своем Twitter стал размещать записи определённого подтекста, где сообщал фанатам, что «те семь букв» (OFWGKTA) — навсегда в его сердце, что он скучает «по тем временам», и из этого фанаты Odd Future сделали вывод, что группа распалась. Чуть позже в письме фанату Tyler сказал, что «семь букв утратили значимость», что он скучает, но не сожалеет.
В мае 2016 участники группы через свой аккаунт в Twitter опровергли слухи о распаде.

## Выступления
В данный момент OFWGKTA провела два концерта, первый в Лос-Анджелесе 5 ноября 2010, и второй в Нью-Йорке 8 ноября того же года. В Лос-Анджелесе все билеты были проданы за 48 часов после объявления. Их концерты часто сравнивают с выступлениями панк-рок музыкантов, так как они погружаются в толпу и агрессивно выступают на сцене.
Odd Future с песнями «Yonkers» и «Sandwitches» выиграла награду MTVU Woodie Awards в жанре хип-хоп 16 марта 2011 года.
Odd Future выступала на нескольких американских фестивалях таких как:
- «South by Southwest» в Техасе с 18 марта по 21 марта 2011 года.
- «Coachella Valley Music and Arts Festival» в Калифорнии в апреле 2011 года.
- «Reading and Leeds Festivals» в Англии, в августе 2011 года.

## Состав
- Tyler, The Creator — настоящее имя Tyler Okonma родился 6 марта 1991, фронтмен, музыкальный продюсер и негласный лидер группы
- Hodgy Beats — настоящее имя Gilbert Damien Long родился 9 ноября 1990, рэпер
- Earl Sweatshirt — настоящее имя Thebe Kgositsile родился 24 февраля 1994, рэпер
- Domo Genesis — настоящее имя Domonique Cole родился 9 марта 1991, рэпер
- Mike G — настоящее имя Mike Griffin родился 6 июня 1990, рэпер
- Фрэнк Оушен — настоящее имя Christopher Breaux родился 14 марта 1987, автор-исполнитель
- Left Brain — настоящее имя Vyron Turner, продюсер, рэпер
- Syd tha Kyd — настоящее имя Sydney Bennett родилась 23 апреля 1992, певица, DJ, звукорежиссер
- Matt Martians — настоящее имя Matthew Martin родился 12 сентября 1988, видео директор
- Jasper Dolphin — настоящее имя Davon Wilson родился 28 сентября 1990, рэпер
- Taco — настоящее имя Travis Bennett родился 16 мая 1994, видео оператор , фотограф, рэпер

## Дискография

### Odd Future Wolf Gang Kill Them All
| Название                   | Год выпуска |
| -------------------------- | ----------- |
| The Odd Future Tape        | 2008        |
| Radical                    | 2010        |
| 12 Odd Future Songs        | 2011        |
| The Odd Future Tape Vol. 2 | 2012        |

### Tyler, The Creator
| Название    | Год выпуска |
| ----------- | ----------- |
| Bastard     | 2009        |
| Goblin      | 2011        |
| Wolf        | 2013        |
| Cherry Bomb | 2015        |
| Flower Boy  | 2017        |
| IGOR        | 2019        |
| CMIYGL      | 2021        |
| CHROMAKOPIA | 2024        |

### Hodgy Beats
| Название      | Год выпуска |
| ------------- | ----------- |
| The Dena Tape | 2009        |

### MellowHype
| Название       | Год выпуска |
| -------------- | ----------- |
| YelloWhite     | 2010        |
| BlackenedWhite | 2010        |
| Numbers        | 2012        |

### MellowHigh
| Название   | Год выпуска |
| ---------- | ----------- |
| MellowHigh | 2013        |

### Earl Sweatshirt
| Название                              | Год выпуска |
| ------------------------------------- | ----------- |
| Earl                                  | 2010        |
| Doris                                 | 2013        |
| I Don’t Like Shit, I Don’t Go Outside | 2015        |
| Some Rap Songs                        | 2018        |
| Feet of Clay                          | 2019        |
| SICK!                                 | 2022        |
| Voir Dire                             | 2023        |

### Domo Genesis
| Название            | Год выпуска |
| ------------------- | ----------- |
| Rolling Papers      | 2010        |
| Under The Influence | 2011        |
| No Idols            | 2012        |
| Genesis             | 2016        |
| Facade Records      | 2018        |

### Mike G
| Название      | Год выпуска |
| ------------- | ----------- |
| Ali           | 2010        |
| Award Tour EP | 2011        |
| Gold          | 2011        |

### Frank Ocean
| Название         | Год выпуска |
| ---------------- | ----------- |
| Nostalgia, Ultra | 2011        |
| channel ORANGE   | 2012        |
| Blonde           | 2016        |

### The Jet Age of Tomorrow
| Название                       | Год выпуска |
| ------------------------------ | ----------- |
| Voyager                        | 2010        |
| The Journey to the 5th Echelon | 2011        |

### The Internet
| Название            | Год выпуска |
| ------------------- | ----------- |
| Purple Naked Ladies | 2011        |
| Feel Good           | 2013        |
| Ego Death           | 2015        |